# Pierre Bertrand de Montluc
Pierre-Bertrand de Montluc (Toulouse, 1539 — Funchal, 6 de outubro de 1566), também conhecido por Peyrot de Monluc (capitaine Peyrot de Monluc) ou capitão Perrot, foi um militar e corsário francês.

## Biografia
Nasceu no seio de uma família da aristocracia francesa com origem em Toulouse, filho do marechal da França e memorialista Blaise de Monluc e de sua esposa, Antoinette Ysalguier, uma filha do barão de Clermont. Foi o segundo filho do casal.
Pierre-Bertrand de Monluc era senhor de Caupène (seigneur de Caupène), e gentil-homem da câmara de Carlos IX de França.
Depois de se ter iniciado no manejo das armas em Itália, serviu sob as ordens de seu pai durante a primeira guerra religiosa francesa, tornando-se notório por ter comandado, em setembro de 1562, o massacre dos defensores calvinistas de Terraube.
Foi morto em combate durante uma expedição contra a ilha da Madeira em 1566, da qual resultou o saque do Funchal. Para além de pretender vingar o fracasso da tentativa francesa, liderada por Nicolas Durand de Villegagnon, de estabelecer uma colónia francesa na costa do Brasil (a França Antártica) e o fim trágico das tentativas francesas de instalar uma colónia na Flórida, ao tempo sob domínio espanhol, o objectivo último desta operação seria enfraquecer os interesses portugueses no Atlântico e estabelecer uma praça de guerra na costa de Moçambique para servir de base de apoio aos navios franceses que faziam o comércio no oceano Índico (África Oriental e Índias).
Deixou dois filhos, Blaise de Monluc, designado seu herdeiro, e Charles de Monluc, seigneur de Caupène, ambos mortos em combate, com poucos dias de diferença, no ano de 1596, durante o cerco a Ardres.